# Menzel Temime (délégation)
Pour les articles homonymes, voir Temime.
Menzel Temime est une délégation tunisienne dépendant du gouvernorat de Nabeul.
| Hommes | Classe d’âge | Femmes |
| ------ | ------------ | ------ |
| 1 396  | 75 ou +      | 1 752  |
| 4 475  | 60-74 ans    | 4 727  |
| 7 041  | 45-59 ans    | 7 003  |
| 7 350  | 30-44 ans    | 7 497  |
| 6 796  | 15-29 ans    | 6 616  |
| 8 972  | 0-14 ans     | 8 479  |